# Rudolf Freinberger
Rudolf Freinberger (* 18. Oktober 1939 in Mank, Niederösterreich; † 4. Mai 2019) war ein österreichischer Politiker der Sozialdemokratischen Partei Österreichs (SPÖ). Er war von 1978 bis 1987 Abgeordneter zum Wiener Landtag und Mitglied des Wiener Gemeinderates.

## Leben
Rudolf Freinberger erlernte den Beruf des Kfz-Mechanikers.
Im Alter von 18 Jahren trat er der SPÖ bei. Von 1968 bis 1972 fungierte er als Vorsitzender der Jungen Generation im Wiener Gemeindebezirk Donaustadt, wo er 1977 Vorsitzender im Bereich der Bildung wurde und Mitbegründer des Kulturvereins war.
1978 zog er mit Beginn der 12. Wahlperiode in den Wiener Landtag und Gemeinderat ein. Am 4. Februar 1987 schied er in der 13. Wahlperiode aus dem Landtag aus.
Rudolf Freinberger starb im Mai 2019 im Alter von 79 Jahren.